# Comuna Mala Vilșanka, Obuhiv
Mala Vilșanka (în ucraineană Мала Вільшанка) este o comună în raionul Obuhiv, regiunea Kiev, Ucraina, formată din satele Mala Vilșanka (reședința) și Stepok.

## Demografie
Componența lingvistică a comunei Mala Vilșanka
     Ucraineană (99,25%)
     Alte limbi (0,63%)
Conform recensământului din 2001, majoritatea populației comunei Mala Vilșanka era vorbitoare de ucraineană (99,25%), existând în minoritate și vorbitori de alte limbi.